# Marcus Di Rollo
Marcus Di Rollo (Edimburgo, 1º marzo 1978) è un ex rugbista a 15 britannico, internazionale per la Scozia, che giocava nel ruolo di centro.
Ha debuttato in nazionale il 22 giugno 2002 contro gli Stati Uniti nella vittoria per 65-23 come mediano di mischia.
Nel Sei Nazioni 2006, dopo aver ricevuto la fiducia del tecnico Hadden, diventò un giocatore chiave nel ruolo di primo o di secondo centro.
Dopo il passaggio allo Stade Toulousain in Francia fu costretto ad abbandonare anzitempo lo sport agonistico a causa di problemi cardiaci.